# 河井醉茗
河井 醉茗（かわい すいめい、1874年（明治7年）5月7日 - 1965年（昭和40年）1月17日）は、日本の詩人。本名、又平。大阪府堺市生まれ。
「文庫」の記者として詩欄を担当し、多くの詩人を育てる。また雑誌「女性時代」「詩人」を刊行するなどして口語自由詩を提唱した。詩集に『無弦弓』『塔影』など。

## 経歴
1874年5月4日、大阪府堺市北旅籠町に生れた。父は又平、母はせいで、呉服商を営んでいた。幼名は幸三郎。1881年錦西小学校入学。東京専門学校中退。18歳で「少年文庫」などに詩などの投稿を重ねる。20歳のときに詩「亡き弟」が初めて「少年文庫」に掲載され、以後「文庫」（「少年文庫」改題）の記者として、1907年に退くまで詩欄を担当し、北原白秋、島木赤彦らを世に送った。また「よしあし草」の詩歌欄を編集。1899年に創設された東京新詩社に参加する。1901年に詩集『無弦弓』を刊行。1893年に石井たまと結婚し一男六女を授かる。1922年に相州平塚海岸に移住。
このほか「女子文壇」「新少女」の編集に当たり、「文庫」を退いた後は「詩人」を発行し口語自由詩、散文詩を推進。また日本詩人協会や大日本詩人協会の創立にも参加したり、女性時代社をおこして「女性時代」を刊行するなど、昭和期において詩の発展に尽力した。1937年、芸術院会員。島本久恵と再婚し、1920年に長男島本惠也、1927年に次男島本融をもうけた。戦後1949年、詩誌『塔影』を創刊。ほか、日本詩人クラブ、日本文芸家協会名誉会員。
同年、河井を含む日本芸術院会員9人が皇居に招かれ、午餐の御陪食を賜る。食後のお茶の席で「詩」について話す。
1965年1月17日、東京都目黒区中目黒の自宅で、急性心臓衰弱のため没した。墓所は小平霊園。

## 著書
- 『無弦弓』内外出版協会 1901年 詩集
- 『剣影』金色社 1905年
- 『塔影』金尾文淵堂 1905年 詩集
- 『玉虫』女子文壇社 1906
- 『論説記事文範』編 博文館 通俗作文全書 1907年
- 『新体詩作法』博文館 通俗作文全書 1908年
- 『霧』東雲堂 1910年
- 『新体少女書翰文』博文館 1912年
- 『なゝ姫 少女物語』同文館 1913年
- 『街樹』梁江堂書店ほか 1915年
- 『弥生集』天佑社 1921年 詩集
- 『東京近郊めぐり』博文館 1922年 大空社 1992年
- 『砂上に咲く花 少女物語』天佑社 1923年
- 『酔茗詩集』アルス 1923年
- 『生ける風景』アルス 1926年
- 『日本立志物語』高畠華宵絵 アルス 日本児童文庫 1928年
- 『紫羅欄花 詩集』東北書院 1932年
- 『南窓』人文書院 1935年
- 『明治代表詩人』第一書房 1937年
- 『酔茗詩抄』岩波文庫 1938年
- 『酔茗詩話』人文書院 1938年 日本図書センター 1990年
- 『トホリヤンセ 新興童謠繪本』清原ひとし画 岡村書店 1941年
- 『酔茗随筆』起山房 1943年
- 『真賢木』金尾文淵堂 1943年 詩集
- 『花鎮抄』金尾文淵堂 1946年 詩集
- 『詩の作り方』民生本社 1948年
- 『塔影・花鎮抄 詩集』西郊書房 日本定本詩集 1948年
- 『河井酔茗詩集』小牧健夫解説 角川文庫 1953年
- 『千里横行 河井酔茗詩集』島本融編 塔影詩社 1966年

### 共著編
- 『詩美幽韻』編 内外出版協会 1900年
- 『吹雪の敵 悲絶痛絶』井上松雨共著 金港堂 1902年
- 『青海波』編 内外出版協会 1905年
- 『桂の巻』河井酔茗 (又平) 選 戸田直秀編 佐久良書房 1906年
- 『女子作文良材』溝口白羊共編 三星書房 1908年
- 『文庫詩抄』編 酣灯社 1950年